# Перепой звезду!
«Перепой звезду!» — российский музыкально-развлекательный конкурс, выходящий на «Первом канале».

## Правила
В передаче выступают певцы-любители и звёзды, исполняющие известные песни. В каждом выпуске звучит по восемь хитов: по правилам первый куплет начинает любитель, затем выступает звезда, а в конце они поют дуэтом. Участник шоу и звезда впервые увидят друг друга только на сцене. Задача усложняется тем, что артисты поют не свои песни. Победителя определяет звёздное жюри.

## Сезоны
| Сезон | Премьера       | Финал           | Победитель        | Победитель         | Ведущие          | Ведущие          | Судьи           | Судьи          | Судьи       | Судьи             | Судьи             |
| Сезон | Премьера       | Финал           | Победитель        | Победитель         | Ведущие          | Ведущие          | 1               | 2              | 3           | 4                 | 5                 |
| ----- | -------------- | --------------- | ----------------- | ------------------ | ---------------- | ---------------- | --------------- | -------------- | ----------- | ----------------- | ----------------- |
| 1     | 8 октября 2023 | 10 декабря 2023 | Виктория Единок   | Татьяна Смирнягина | Антон Лаврентьев | Аля Кокушкина    | Денис Казанский | Лариса Гузеева | Петр Дранга | Надежда Михалкова | Егор Кончаловский |
| 2     | 18 мая 2025    | 17 августа 2025 | Кристина Зеленева | Кристина Зеленева  | Mia Boyka        | Алексей Воробьёв | Денис Казанский | Лариса Гузеева | Петр Дранга | Надежда Михалкова | Егор Кончаловский |